# Villa Donato Guerra
Villa Donato Guerra es una localidad mexicana del Estado de México, es cabecera del Municipio de Donato Guerra. En el censo de 2020 estaba poblada por 1013 habitantes.

## Historia
La población fue fundada en fecha desconocida por el pueblo mazahua bajo el nombre de Malacatepec. En 1474 la población es conquistada por el imperio mexica. En 1548 la población es refundada bajo el nombre de Asunción Malacatepec, en honor a la Asunción de María. En 1826 es establecido el municipio de Asunción Malacatepec, con cabecera en la localidad homónima. En 1880 la localidad es renombrada como Villa Donato Guerra, en honor al militar jalisciense Donato Guerra.